# Col de Vence (Alpes-Maritimes)
Pour les articles homonymes, voir Col de Vence.
Le col de Vence est un col des Alpes françaises situé dans le département des Alpes-Maritimes. Il surplombe le parc des Noves et le massif des Baous. Il se situe à dix kilomètres de Vence, sept de Coursegoules et quatre du hameau de Saint-Barnabé dans la commune de Coursegoules. La Lubiane prend sa source sur le versant sud du col.
Selon les ufologues, le col serait un haut-lieu d'observations d'OVNI en France. En février 2009, la « méduse du col de Vence » a suscité de nombreuses questions auprès des ufologues avant de se révéler être un canular élaboré.

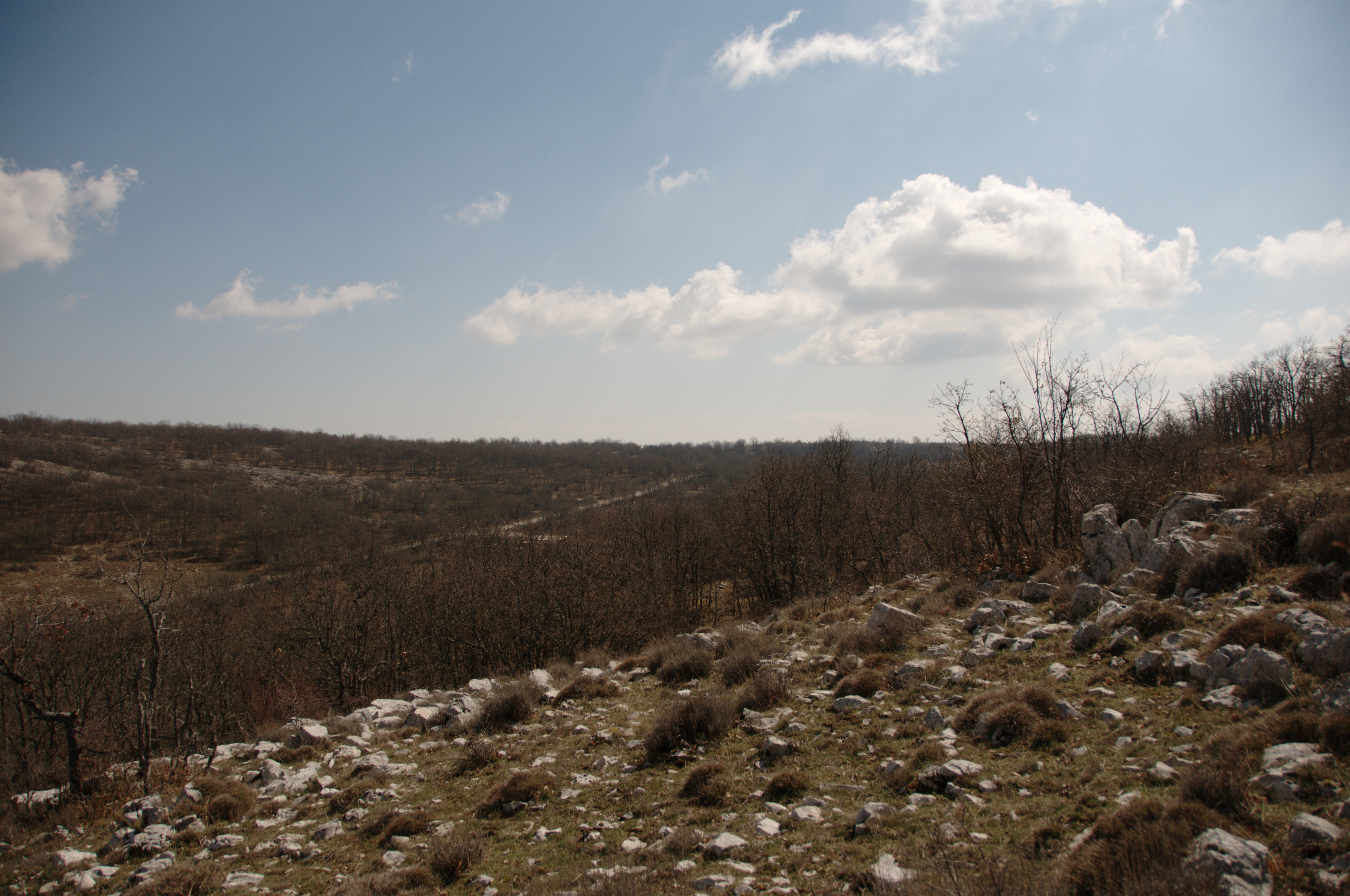
Col de Vence, route en direction de Vence.
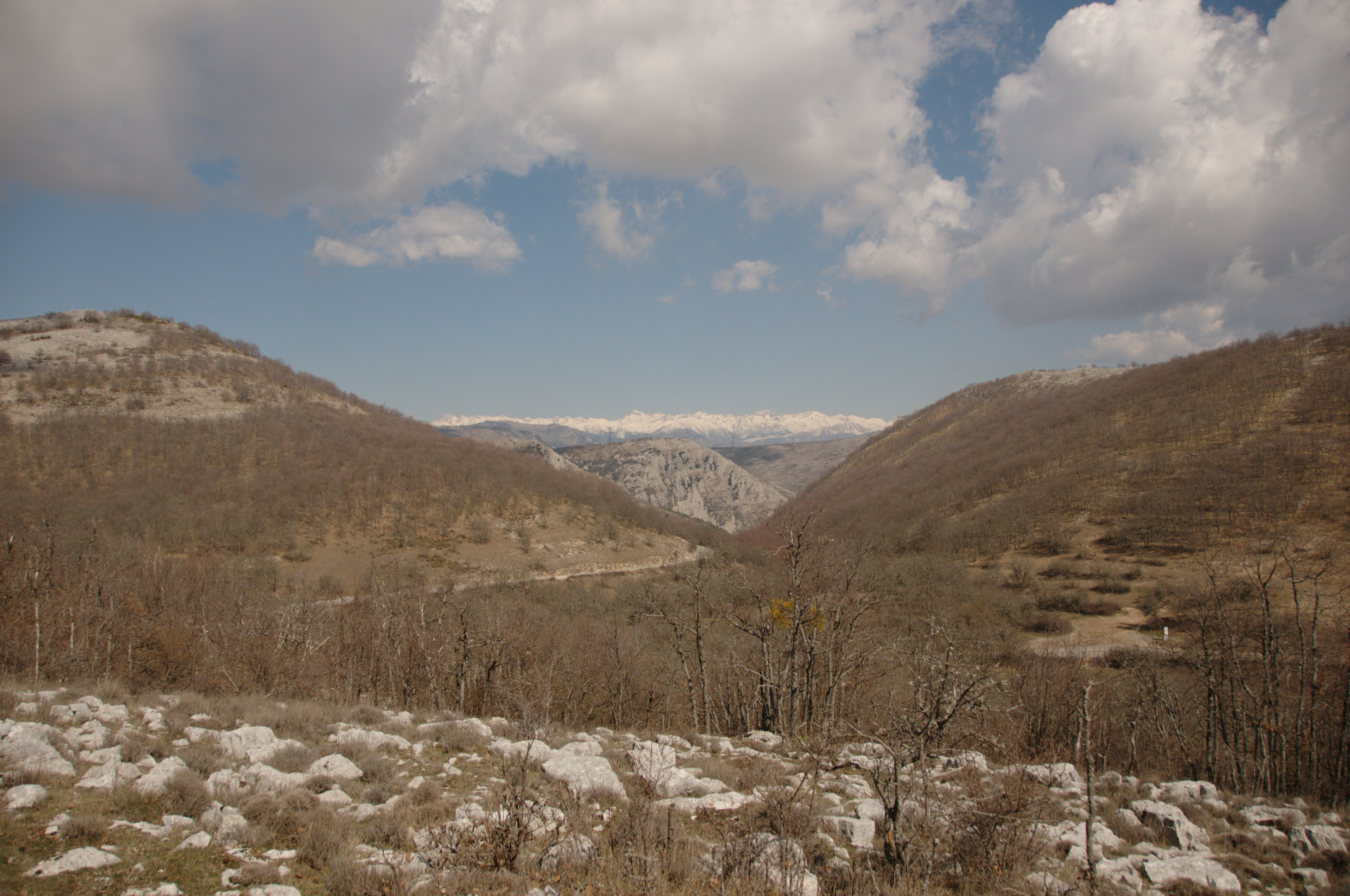
Col de Vence, route en direction de Coursegoules.

## Sports
Le col est régulièrement emprunté par le Paris-Nice.
L'ascension du Col de Vence emprunte chaque année depuis 2003 la route depuis Vence jusqu'au sommet.